# Харальд Эйрикссон
Харальд Эйрикссон Юный Младший (ок. 1155/1156 — 1198) — ярл Оркнейских островов (1191—1198), старший сын Эйрика Стагбрелля и внук по материнской линии оркнейского ярла Рёнгвальда Кали Кольссона.

## Биография
Харальд Юный был старшим сыном Эйрика Стагбрелля и Ингирид Рёнгвальдсдоттер, дочери ярла Рёнгвальда Кали Кольссона (ум. 1158). Харальд с младшими братьями Магнусом и Рёнгвальдом отправился в Норвегию. Норвежский король Магнус Эрлингссон пожаловал Харальду Эйрикссону титул ярла. Харальд вначале приплыл в Хьяльтланд, затем отправился в Кейтнесс, а потом вглубь Шотландии. Шотландский король Вильгельм Лев принял Харальда Юного при дворе и пожаловал ему во владение половину области Кейтнесс, которой ранее владел ярл Рёнгвальд Кали Кольссон (его дед). Ярл Харальд Эйрикссон прибыл в Кейтнесс, где стал собирать войско для борьбы против оркнейского ярла Харальда Маддадссона Старого. На сторону Харальда Юного перешел его зять Литольв Башка, женатый на его сестре Рагнхильд. Литольв стал главным советником Харальда и возглавил его войско. Харальд Юный потребовал от Харальда Старого передать ему половину островов, но последний наотрез отказался это сделать.
Оркнейский ярл Харальд Маддадссон собрал большие силы и высадился в Кейтнессе. В сражении Харальд Юный потерпел поражение от превосходящих сил противника. В этой битве ярл Харальд Юный был убит, погибли его главные военачальники Литольв Башка и Сигурд Грош. После победы Харальд Маддадссон объединил под своей властью весь Кейтнесс и вернулся на Оркнейские острова.